# Wahlkreis Coatbridge, Chryston and Bellshill
| Coatbridge, Chryston and Bellshill |
| ---------------------------------- |
| Coatbridge, Chryston and Bellshill |
| Gebildet                           |
| 2005                               |
| Abgeordneter                       |
| Steven Bonnar (SNP)                |
| Regionen                           |
| North Lanarkshire                  |

Coatbridge, Chryston and Bellshill ist ein Wahlkreis für das Britische Unterhaus. Er wurde im Zuge der Wahlkreisreform 2005 aus dem vormaligen Wahlkreis Coatbridge and Chryston sowie Teilen von Hamilton North and Bellshill geschaffen. Coatbridge, Chryston and Bellshill deckt Gebiete der Council Area North Lanarkshire mit den namensgebenden Städten Coatbridge, Chryston und Bellshill ab. Der Wahlkreis entsendet einen Abgeordneten.

## Wahlergebnisse

### Unterhauswahlen 2005
| Ergebnisse der Unterhauswahlen 2005 | Ergebnisse der Unterhauswahlen 2005 | Ergebnisse der Unterhauswahlen 2005 | Ergebnisse der Unterhauswahlen 2005 |
| Partei                              | Kandidat                            | Stimmen                             | %                                   |
| ----------------------------------- | ----------------------------------- | ----------------------------------- | ----------------------------------- |
| Labour                              | Thomas Clarke                       | 24.725                              | 64,5                                |
| SNP                                 | Duncan M. Ross                      | 5206                                | 13,6                                |
| Liberal Democrats                   | Rodney Ackland                      | 4605                                | 12,0                                |
| Conservative                        | Lindsay S. Paterson                 | 2775                                | 7,2                                 |
| Socialist                           | Joan Kinloch                        | 1033                                | 2,7                                 |

### Unterhauswahlen 2010
| Ergebnisse der Unterhauswahlen 2010 | Ergebnisse der Unterhauswahlen 2010 | Ergebnisse der Unterhauswahlen 2010 | Ergebnisse der Unterhauswahlen 2010 | Ergebnisse der Unterhauswahlen 2010 |
| Partei                              | Kandidat                            | Stimmen                             | %                                   | ±                                   |
| ----------------------------------- | ----------------------------------- | ----------------------------------- | ----------------------------------- | ----------------------------------- |
| Labour                              | Thomas Clarke                       | 27.728                              | 66,6                                | +2,1                                |
| SNP                                 | Frances M. McGlinchey               | 7014                                | 16,9                                | +3,3                                |
| Liberal Democrats                   | Kenneth C. Elder                    | 3519                                | 8,5                                 | −3,5                                |
| Conservative                        | Fiona Houston                       | 3374                                | 8,1                                 | +0,9                                |

### Unterhauswahlen 2015
| Ergebnisse der Unterhauswahlen 2015 | Ergebnisse der Unterhauswahlen 2015 | Ergebnisse der Unterhauswahlen 2015 | Ergebnisse der Unterhauswahlen 2015 | Ergebnisse der Unterhauswahlen 2015 |
| Partei                              | Kandidat                            | Stimmen                             | %                                   | ±                                   |
| ----------------------------------- | ----------------------------------- | ----------------------------------- | ----------------------------------- | ----------------------------------- |
| SNP                                 | Philip Boswell                      | 28.696                              | 56,6                                | +39,7                               |
| Labour                              | Thomas Clarke                       | 17.195                              | 33,9                                | −32,7                               |
| Conservative                        | Mhairi Fraser                       | 3209                                | 6,3                                 | −1,8                                |
| UKIP                                | Scott Cairns                        | 1049                                | 2,1                                 | +2,1                                |
| Liberal Democrats                   | Robert Simpson                      | 549                                 | 1,1                                 | −7,4                                |

### Unterhauswahlen 2017
| Ergebnisse der Unterhauswahlen 2017 | Ergebnisse der Unterhauswahlen 2017 | Ergebnisse der Unterhauswahlen 2017 | Ergebnisse der Unterhauswahlen 2017 | Ergebnisse der Unterhauswahlen 2017 |
| Partei                              | Kandidat                            | Stimmen                             | %                                   | ±                                   |
| ----------------------------------- | ----------------------------------- | ----------------------------------- | ----------------------------------- | ----------------------------------- |
| Labour                              | Hugh Gaffney                        | 19.193                              | 42,6                                | +8,7                                |
| SNP                                 | Philip Boswell                      | 17.607                              | 39,1                                | −17,5                               |
| Conservative                        | Robyn Halbert                       | 7318                                | 16,2                                | +9,9                                |
| Liberal Democrats                   | David Bennie                        | 922                                 | 2,0                                 | +0,9                                |

### Unterhauswahlen 2019
| Ergebnisse der Unterhauswahlen 2019 | Ergebnisse der Unterhauswahlen 2019 | Ergebnisse der Unterhauswahlen 2019 | Ergebnisse der Unterhauswahlen 2019 | Ergebnisse der Unterhauswahlen 2019 |
| Partei                              | Kandidat                            | Stimmen                             | %                                   | ±                                   |
| ----------------------------------- | ----------------------------------- | ----------------------------------- | ----------------------------------- | ----------------------------------- |
| SNP                                 | Steven Bonnar                       | 22.680                              | 47,0                                | +7,9                                |
| Labour                              | Hugh Gaffney                        | 17.056                              | 35,4                                | −7,2                                |
| Conservative                        | Nathan Wilson                       | 6113                                | 12,7                                | −3,5                                |
| Liberal Democrats                   | David Stevens                       | 1564                                | 3,2                                 | +1,2                                |
| Green                               | Patrick McAleer                     | 808                                 | 1,7                                 | +1,7                                |